# Црна Индија
Црна Индија (фр. Les Indes noires) авантуристички је роман Жила Верна, издаван током марта и априла 1877. у наставцима у париском дневном листу Le Temps, и објављен одмах након тога.

## Кратак опис
Роман описује раздобље од десет година током који прати живот рудара у Аберфојлу близу Стерлинга у Шкотској. Добивши писмо од старог колеге, рударски инжењер, Џејмс Стар одлази у стари аберфојлски рудник, за који је мислио да је исцрпљен пре десет година. Тамо проналази рудара Сајмона Форда и његову породицу, који живе дубоко у унутрашњости рудника. Одушевљава га то што је Форд пронашао велику жилу угља. Са Сајмоном Фордом живе његова жена, Меџ, и њихов одрасли син Хари.
Од почетка романа око главних јунака се дешавају мистериозне и необјашњиве ствари.
Убрзо након открића нове жиле угља обновљена је заједница и изграђен је цео један подземни град, око језера Лох Малком.
Истражујући подземну пећину Хари открива младу девојку по имену Нел. Током наредних неколико година Сајмон и Меџ су прихватили Нел као своје дете, али им она није ништа открила о томе одакле је, једино им је рекла да никада није била ван рудника.
Најзад, када Хари и Нел објаве да ће се венчати, одвијају се необични догађаји. Они увиђају да је разлог томе Силфакс, још један бивши рудар, који заједно са својом обученом совом живи у руднику од његовог затварања.